# Julio Redondo Sepúlveda
Julio Redondo Sepúlveda (1 de maig de 1903, ? - 1959, Jerez de la Frontera, Cadis) fou un militar espanyol de l'arma de Cavalleria que assolí el grau de coronel i que, essent capità, formà part del grup de militars anomenats Jinetes de Alcalá i que s'avalotà contra el govern de la Segona República Espanyola el 1936 a Mallorca. Els primers mesos de la Guerra Civil participà en la formació de les milícies falangistes, en la repressió de membres i simpatitzants del Front Popular i en la defensa contra el desembarcament de Mallorca per part de tropes republicanes.
El 1918 ingressà a l'Acadèmia Militar de Cavalleria de Valladolid. El juliol de 1923 fou ascendit a tinent i estava destinat al Grup de Forces Regulars Indígenes Tetuan 1 a Tetuan (Protectorat espanyol al Marroc). El juliol de 1928 estava destinat al Regiment de Dragons de Santiago i fou ascendit a capità. El 1933 es casà a Jerez de la Frontera, Cadis, amb Estrella Ponce de León y Terry. El 1936 estava destinat al Regiment de Caçadors de Calatrava, núm.2, a Alcalà de Henares.

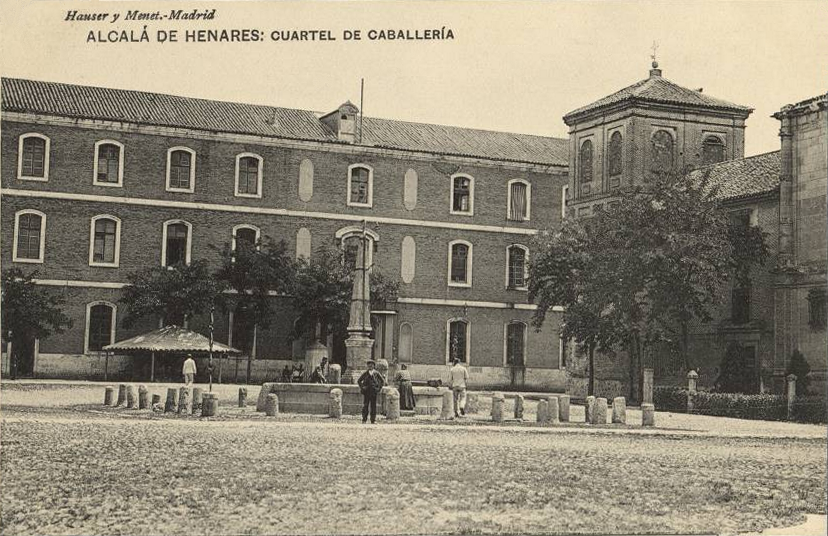
Quarter de Cavalleria del Príncep, dit de san Diego, a Alcalà de Henares,cap el 1912

Formà part dels anomenats Jinetes de Alcalá, un grup de militars de l'arma de Cavalleria adscrits als Regiments de Caçadors de Calatrava, núm. 2, i de Villarrobledo, núm. 3, destinats a Alcalá de Henares, que a finals de juny de 1936 foren confinats al castell de Sant Carles de Palma, Mallorca. El Govern de la Segona República aprofità uns greus incidents entre soldats i membres de partits d'esquerra per fer neteja de conspiradors d'ambdós regiments. Al castell de Sant Carles conegueren al cap de la Falange Española a Mallorca, Alfonso de Zayas, que també estava empresonat i que els posà amb contacte amb els militars que s'havien d'aixecar contra la República. Quan es produí el pronunciament militar del 18 de juliol de 1936, aquests militars es posaren a les ordres dels avalotats. Participà en la formació de les milícies falangistes i en la repressió de membres i simpatitzants del Front Popular (detencions il·legals, tortures i assassinats). També participà en la defensa contra el desembarcament de Mallorca de forces republicanes l'agost de 1936.
Després d'uns mesos a Mallorca retornà a la península i fou destinat al Regiment d'Infanteria Granada. Fou ascendit a comandant el març de 1938, i fou destinat a la Milícia de la Falange Española Tradicionalista y de las JONS, comandant la 2a Bandera de Sevilla que participà en les operacions militars per conquerir Madrid. Després fou nomenat comandant militar d'Antequera, Màlaga. El 1947 fou ascendit a tinent coronel i era delegat de cria cavallina de Cadis-Màlaga. Morí a Jerez de la Frontera el 1959 essent coronel en expectativa de servei.